# OMÁV IVfc
A OMÁV IVfc kategória egyetlen mozdonyát az Osztrák–Magyar Államvasút-Társaság (OMÁV) rendelte többcélú szolgálatra, azaz teher- és személyvonatok továbbítására, 581 pályaszámmal. Mire azonban a mozdony elkészült, az OMÁV magyarországi vonalait átvette a MÁV, így azt közvetlenül a MÁV-nak szállította le a gyár, mely a IIIn. osztályba sorolta, és a 3089 pályaszámmal jelölte.
A mozdony érdekessége háromhengeres gépezete volt, amely kétféle üzemmódban működhetett:
- magas nyomású üzemben csak a két külső, kis átmérőjű henger dolgozott ikergépezetként, azaz mindkét henger nagynyomású gőzt kapott, és a középső henger üresjárásban volt;
- kompaund üzemben a középső, a keretlemezeken belül, a mozdony középvonalában elhelyezett henger nagynyomású gőzt kapott, és az ebből a hengerből kiáramló kisnyomású gőz került a két külső, kis átmérőjű hengerbe.

Mindhárom henger a második kapcsolt kerékpárt hajtotta, melynek tengelye a középső henger miatt könyökös (más néven görbített) kivitelű volt.
A bonyolult gépezet miatt a sorozatgyártás elmaradt, és a mozdonyt hamar selejtezték; sorozatszámot már nem kapott.